# Arthur Conan Doyle
Sir Arthur Ignatius Conan Doyle (Edinburgh, 1859. május 22. – Crowborough, 1930. július 7.) skót író, aki leginkább Sherlock Holmesról szóló detektívregényei (amelyek jelentős újításnak számítottak a krimi történelmében), valamint Challenger professzor kalandjai miatt ismert. Termékeny író volt, akinek egyéb művei közt találhatunk sci-fi történeteket, úgymint a számtalan filmfeldolgozást megért Az elveszett világ, történelmi regényeket, drámákat, regényes történeteket, lírát és prózát.
A Conan név eredetileg harmadik keresztneve volt, de idős korában már vezetékneve részeként használta.

## Élete
Arthur Conan Doyle 1859. május 22-én Edinburgh-ban született, ír szülők gyermekeként. Apja Charles Altamont Doyle, anyja Mary Doyle. Kilencévesen beíratták a stonyhursti jezsuita előkészítő iskolába, de mire 1875-ben elhagyta azt, elvetette kereszténységét, szabadgondolkodóvá vált.[forrás?]
1876-tól 1881-ig orvostant tanult az Edinburgh-i Egyetemen, miközben az Aston kisvárosban (ma Birmingham egyik kerülete) dolgozott. Egyetemi tanulmányait folytatva hajóorvosként szolgált a nyugat-afrikai partokra tartó úton, s végül 1882-ben, Plymouthban kezdte meg praxisát. 1885-ben, a Tabes Dorsalisból doktorált. Orvosi praxisa nem volt igazán sikeres, így mialatt a betegeket várta, történetek írására is maradt ideje. Az irodalom már fiatalon is vonzotta: még húszéves sem volt, amikor első irodalmi alkotása a Chambers's Edinburgh Journal újságban megjelent.
Csak miután praxisát átköltöztette Southsea-be, kezdett el mélyebben foglalkozni az irodalommal. Első jelentős alkotása A bíborvörös dolgozószoba volt, amely az 1887-es Beeton's Christmas Annualben jelent meg, s egyben Sherlock Holmes – akit Doyle egyetemi tanáráról, Joseph Bellről mintázott – is ebben a műben tűnt fel először. Érdekesség, hogy Rudyard Kipling gratulációja közben ezt kérdezte: „Ez nem dr. Joe, az én öreg barátom?” Miközben Southsea-ben élt, segített megalapítani a Portsmouth AFC-t, a város első labdarúgó klubját. Néhány legenda szerint Doyle volt a csapat első kapusa. Valójában ő a csapat amatőr elődjében, négy évvel a profi megalakulása előtt játszott. (Ez utóbbi első kapusa Matt Reilly volt.)
1885-ben elvette Louisa (vagy Louise) Hawkinst, aki tuberkulózisban szenvedett, és 1906-ban meghalt. 1907-ben feleségül vette Jean Leckie-t, akibe még 1897-ben szeretett bele, és azóta plátói kapcsolatot tartottak fenn. Doyle-nak öt gyereke született, kettő az első feleségétől (Mary és Kingsley), három a másodiktól (Jean, Denis és Adrian).
Doyle-t rendkívül érdekelte a spiritizmus, s talán ezzel összefüggésben jelentkezett a szabadkőművesekhez. A Phoenix nevű páholyba vették fel 1887 januárjában, februárban legényfokba emelték, és már márciusban mester lehetett. A páholyban ismerkedett meg és barátkozott össze dr. James Watsonnal, akinek a nevét aztán halhatatlanná tette műveiben.
1890-ben Doyle szemészeti tanulmányokat folytatott Bécsben, majd egy évvel később Londonba költözött, s mint szemész kezdett praktizálni. Önéletrajzában írta, hogy egy darab páciens nem lépett be ajtón. Ettől még több ideje maradt az írásra, és 1891 novemberében ezt írta anyjának: „Erősen gondolkozom Holmes meggyilkolásán… azt hiszem sorsára hagyom. Nem hagy fontosabb dolgokon elmélkedni.” 1893 decemberében így is tett – hogy a „fontosabb” dolgokra (történelmi regényeire) koncentrálhasson –, és legfőbb ellenségével, Moriarty professzorral együtt elveszejtette. Legalábbis nyilván halálukat lelték a vízesésbe ugrásban, ahogy azt Az utolsó eset-ben olvashatjuk. A tiltakozó levelek áradatának köszönhetően azonban Doyle egy frappáns megoldással visszahozta hősét A lakatlan ház című novellában: valójában csak Moriarty zuhant le, de mivel csapata óhatatlanul megbosszulta volna ezt Holmeson, úgy döntött, inkább hagyja, hogy halottnak higgyék. Sherlock Holmes összesen 56 novellában és négy regényben szerepel (valamint természetesen számtalan, más írók tollából származó történetben is).
A századfordulón, a dél-afrikai búr háborút követően, aminek következtében a világ elutasítóan viszonyult az Egyesült Királyság magatartásához, Doyle írt egy röpiratot The War in South Africa: Its Cause and Conduct (a dél-afrikai háború: oka és lefolyása) címmel, amivel igazolta Nagy-Britannia szerepét a búr háborúban, és több nyelvre is lefordítottak.
1901-ben a Eugen Sandow által rendezett első nagyszabású testépítőverseny zsűritagja volt a Royal Albert Hallban. Sandow edzette Conan Doyle-t, jó barátságot ápoltak.
Doyle úgy hitte, ennek a röpiratnak köszönhető, hogy 1902-ben lovaggá ütötték, majd Surrey főhadnagy-helyettesévé nevezték ki. A témáról 1900-ban hosszabb könyvet is írt, The Great Boer War (a nagy búr háború) címmel. A huszadik század első éveiben Sir Arthur kétszer is jelöltette magát a parlamentbe mint „Liberal Unionist”, először Edinburgh-ban, majd Border Burghsben. Bár számos szavazatot kapott, nem választották meg.

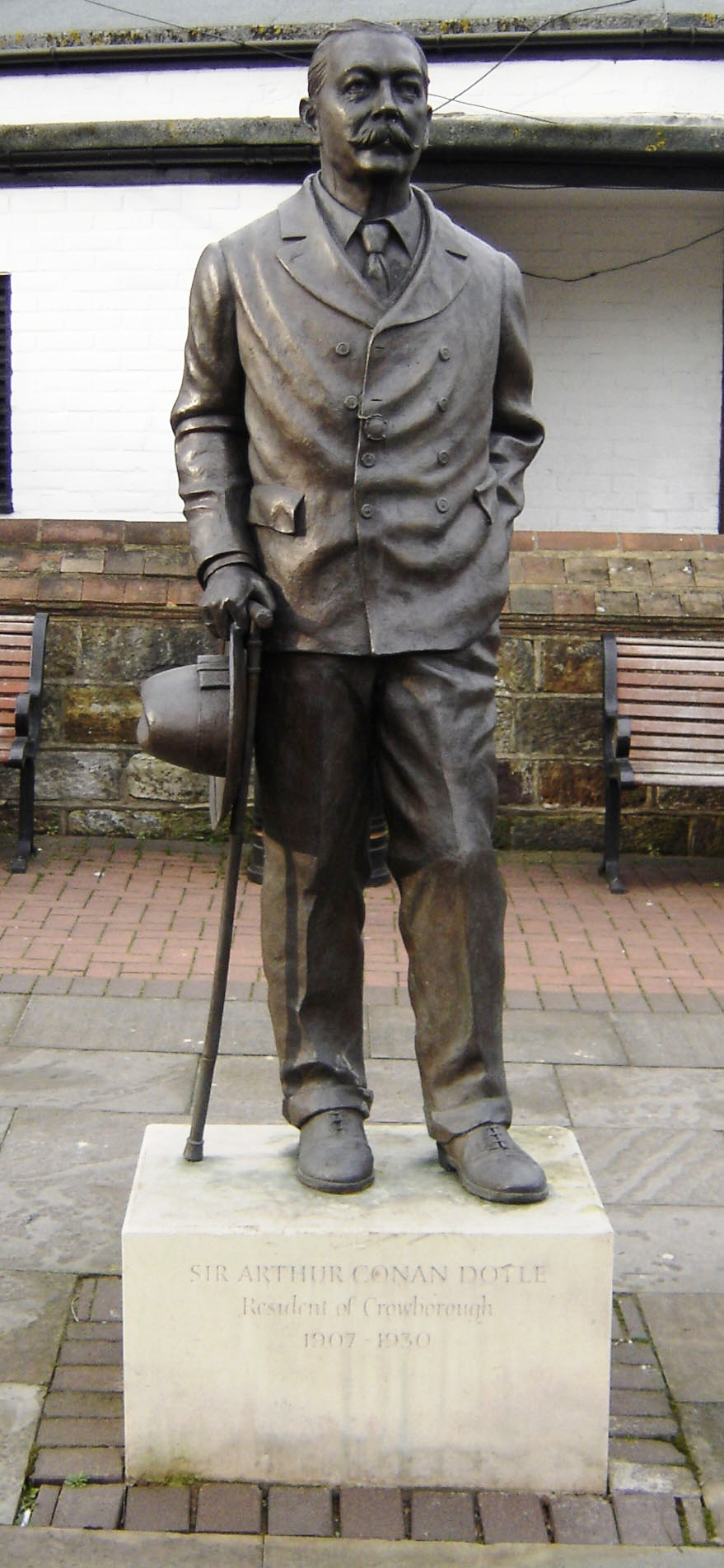
A crowborough-i Arthur Conan Doyle-szobor

Conan Doyle érdekelt volt az E. D. Morel újságíró és Roger Casement diplomata vezette kampányban is, ami a Kongói Szabad Állam átalakítására törekedett. 1909-ben megírta a The Crime of the Congo című hosszú röpiratát, amiben leleplezte a kongóbeli borzalmakat. Közben megismerkedett Morellel és Casementtel, akikről Az elveszett világ című regénye főszereplői közül kettőt mintázott. Később mindkettejükkel megszakította a kapcsolatot: az inkább baloldali beállítottságú Morellel akkor, amikor az az első világháború során a pacifista mozgalom egyik vezetőjévé vált, Casementtel pedig, amikor a diplomata ír nézetei miatt elárulta az Egyesült Királyságot. Doyle megpróbálta – sikertelenül – megmenteni őt a halálbüntetéstől, azzal érvelve, hogy Casement megőrült, így nem felelős cselekedeteiért.
Doyle az igazság buzgó szószólója volt: személyesen nyomozott két lezárt ügyben, ennek köszönhető, hogy két bebörtönzött ember kiszabadult. Az első esetben (1906-ban) George Edalji, egy félénk, félig brit, félig indiai ügyvéd volt érintett, aki állítólag fenyegető leveleket írt, és állatokat csonkított meg. Edaljit 3 év kényszermunkára ítélték. A csonkítások folytatódtak, de Edaljit még ekkor sem bocsátották szabadon. Részben ennek az ügynek köszönhető, hogy 1907-ben megalapult a Court of Criminal Appeal, tehát Doyle nemcsak George Edaljinek segített, de munkája esélyt adott egyéb bírói tévedések jóvátételére is. Conan Doyle és Edalji történetéről szól Julian Barnes 2005-ös Arthur & George című regénye.
A másik, 1908-as eset Oscar Slaterhez, egy játékbarlangot kezelő német zsidóhoz fűződik, akit azért ítéltek el, mert állítólag Glasgow-ban megvert egy 82 éves nőt. Az ügy ellentmondásossága – és belső megérzése, miszerint Slater ártatlan – felkeltette Doyle érdeklődését. Később ez a férfi is kiszabadult, jórészt az ő erőfeszítéseinek köszönhetően.
Feleségének 1906-os, valamint fia (Kingsley), testvére, két sógora és két unokaöccse első világháborús halála miatt Doyle depresszióba esett. Vigaszt a spiritualizmusban, s a túlvilág létezésének állítólagos tudományos bizonyításában talált. Olyannyira érdekelni kezdte a téma, hogy The Land of Mist (A köd földje) címmel írt regényt Challenger professzorról. Életének ezen szakaszából alighanem a The Coming of the Fairies (1921, a tündérek érkezése) rendelkezik a legfurcsább szemlélettel: Tökéletesen meg volt győződve arról, hogy a cottingley-i tündéreket mutató fényképek – amiket könyvében felidéz – valódiak, és a természetről, valamint tündérekről és szellemekről szóló elméletekkel állt elő. Ezen irányú munkája volt az egyik indok arra, hogy a Szovjetunióban a Sherlock Holmes kalandjai című novelláskötetét okkultizmus miatt először nem engedték megjelenni.
Doyle az amerikai mágussal, Harry Houdinivel is barátkozott, aki kitűnő ellenfél volt a spiritualista mozgalomban. Bár Houdini azt bizonygatta, hogy a spiritualisták trükköket alkalmaznak (és következetesen csalónak állította őket), Doyle azt hitte, barátja maga is természetfeletti erővel rendelkezik, amely nézetét a The Edge of the Unknownban (Az ismeretlen pereme) ki is fejtette. Houdini képtelen volt meggyőzni Doyle-t arról, hogy az ő mutatványai valójában egyszerű trükkök, ami barátságuk keserű, nyilvános megszakadásához vezetett.
Richard Milner amerikai tudománytörténész szerint elképzelhető, hogy Doyle műve volt a piltdowni ember néven hírhedtté vált 1912-es átverés, egy hamisított ősemberlelet, ami negyven évig járatta a bolondját a tudományos világgal. Milner azt állítja, Doyle-nak volt erre motivációja, mégpedig bosszút állni a tudományon, amiért leszólta egyik kedvenc médiumát. Ezen kívül Az elveszett világ is tartalmaz néhány rejtett utalást, miszerint érdekelt volt a hoaxban. Samuel Rosenberg 1974-es könyve, a Naked is the Best Disguise (A meztelenség a legjobb álruha) megpróbálja megmagyarázni, hogyan hagyott Doyle apró utalásokat írásaiban, amikből gondolkodásmódjának rejtett, elfojtott tulajdonságaira jöhetünk rá.
Doyle krikettjátékosként is ismert volt. Először a több híres író részvételével alkotott amatőr csapat, az Allahakbarries, később egy professzionális klub, az MCC játékosa volt. 1900 és 1907 között tíz első osztályú krikettmérkőzésen is pályára lépett, ahol 85 érvényes dobása volt, ütőként pedig 231 pontot szerzett. Egy elképzelés szerint Sherlock Holmes és testvére, Mycroft neve is a krikett világából származik: előbbihez az ihletet a Nottinghamshire játékosa, Frank Shacklock adta, utóbbihoz a Derbyshire játékosa, William Mycroft.
Sir Arthur Conan Doyle 1930-ban, életének 72. évében halt meg szívrohamban. A New Forestben található minsteadi temetőben temették el, az angliai Hampshire-ben. Szobrot állítottak neki Crowborough-ban – ahol 23 évig élt –, valamint Edinburgh-ban is, közel a szülőházához.

## Művei

### Sherlock Holmes történetek

#### Regények
- A bíborvörös dolgozószoba (A Study in Scarlet – 1887) alternatív magyar cím: A brixtoni rejtély
- A Négyek jele (The Sign of Four – 1890) alternatív magyar cím: A dilettáns detektív
- A sátán kutyája (The Hound of the Baskervilles – 1901, 1902)
- A félelem völgye (The Valley of Fear – 1914, 1915)

#### Eredeti novelláskötetek
(A novelláknak sok magyar kiadás miatt számos alternatív címük létezik, ezek nincsenek külön feltüntetve.)

##### Sherlock Holmes kalandjai(The Adventures of Sherlock Holmes – 1892)
A kötetben szereplő novellák:
- Botrány Csehországban (A Scandal in Bohemia – 1891)
- A Rőt Liga (The Red-headed League – 1891)
- Az eltűnt vőlegény (A Case of Identity – 1891)
- A Boscombe-völgyi rejtély (The Boscombe Valley Mystery – 1891)
- Az öt narancsmag (The Five Orange Pips – 1891)
- A ferde szájú (The Man with the Twisted Lip – 1891)
- A kék karbunkulus (The Adventure of the Blue Carbuncle – 1892)
- A pettyes pánt (The Adventure of the Speckled Band – 1892)
- A mérnök hüvelykujja (The Adventure of the Engineer's Thumb – 1892)
- Az eltűnt menyasszony (The Adventure of the Noble Bachelor – 1892)
- A berillköves diadém (The Adventure of the Beryl Coronet – 1892)
- A Vérbükkös tanya (The Adventure of the Copper Beeches – 1892)

##### Sherlock Holmes emlékiratai (The Memoirs of Sherlock Holmes – 1893)
A kötetben szereplő novellák:
- Ezüstcsillag (Silver Blaze – 1892)
- A sárga arc (The Yellow Face – 1893)
- A tőzsdeügynök titkára (The Stock-broker's Clerk – 1893)
- A Gloria Scott (The "Gloria Scott" – 1893)
- A Musgrave-szertartás (The Musgrave Ritual – 1893)
- A reigate-i urak (The Reigate Puzzle – 1893 alternatív címek: The Reigate Squire, The Reigate Squires )
- A nyomorék (The Crooked Man – 1893)
- A bentlakó beteg (The Resident Patient – 1893)
- A görög tolmács (The Greek Interpreter – 1893)
- A haditengerészeti szerződés (The Naval Treaty – 1893)
- Az utolsó eset (The Final Problem – 1893)

##### Sherlock Holmes visszatér(The Return of Sherlock Holmes – 1905)
A kötetben szereplő novellák:
- Az üres ház (The Adventure of the Empty House – 1903)
- A norwoodi tűzeset (The Adventure of the Norwood Builder – 1903)
- A táncoló figurák (The Adventure of the Dancing Men – 1903)
- A magányos biciklista (The Adventure of the Solitary Cyclist – 1904)
- Szökés az internátusból (The Adventure of the Priory School – 1904)
- A hajóskapitány (The Adventure of Black Peter – 1904)
- A zsarolók királya (The Adventure of Charles Augustus Milverton – 1904)
- A hat Napóleon (The Adventure of the Six Napoleons – 1904)
- A három diák (The Adventure of the Three Students – 1904)
- Az aranycsíptető (The Adventure of the Golden Pince-Nez – 1904)
- Az eltűnt hátvéd (The Adventure of the Missing Three-Quarter – 1904)
- Az Apátsági Major (The Adventure of the Abbey Grange – 1904)
- A másik folt (The Adventure of the Second Stain – 1904)

##### Az utolsó meghajlás (His Last Bow – 1917)
A kötetben szereplő novellák:
- Előszó
- A Wisteria-lak titka (The Adventure of Wisteria Lodge – 1908)
- A rejtelmes doboz története (The Adventure of the Cardboard Box – 1893)
- A Vörös Kör esete (The Adventure of the Red Circle – 1911)
- A Bruce-Partington-tervek elrablása (The Adventure of the Bruce-Partington Plans – 1908)
- A haldokló detektív (The Adventure of the Dying Detective – 1913)
- Lady Frances Carfax eltűnése (The Disappearance of Lady Frances Carfax – 1911)
- Az ördög lába (The Adventure of the Devils's Foot – 1910)
- Az utolsó meghajlás (His Last Bow – 1917)

##### Sherlock Holmes esetnaplója (The Case-Book of Sherlock Holmes – 1927)
A kötetben szereplő novellák:
- Előszó
- Az előkelő ügyfél (The Adventure of the Illustrious Client – 1924)
- A holtsápadt katona (The Adventure of the Blanchard Soldier – 1926)
- A Mazarin-gyémánt esete (The Adventure of the Mazarin Stone – 1921)
- A háromtornyú ház titka (The Adventure of the Three Gables – 1926)
- A sussexi vámpír esete (The Adventure of the Sussex Vampire – 1924)
- A három Garrideb története (The Adventure of the Three Garridebs – 1924)
- A Thor-híd rejtélye (The Problem of Thor Bridge – 1922)
- A lopakodó professzor (The Adventure of the Creeping Man – 1923)
- Az oroszlánsörény esete (The Adventure of the Lion's Mane – 1926)
- A fátyolos albérlő (The Adventure of the Veiled Lodger – 1927)
- A shoscombe-i kripta esete (The Adventure of Shoscombe Old Place – 1927)
- A visszavonult festő (The Adventure of the Retired Colourman – 1926)

### Challenger professzor történetek

#### Regények
- Az elveszett világ (The Lost World, 1912)
- Méregöv (The Poison Belt, 1913) (megjelent Méregövezet címmel is)
- A köd birodalma (The Land of Mists, 1926)

#### Novellák
- A dezintegrátor (The Disintegration Machine, 1927)
- Amikor a világ sikoltott (When the World Screamed, 1928)

### Történelmi regények
- Micah Clarke (1888)
- A fehér csapat (The White Company, 1891)
- A nagy árnyék (The Great Shadow, 1892)
- A menekültek (The Refugees, 1893)
- Rodney Stone (Rodney Stone, 1896)
- Bernac nagybácsi (Uncle Bernac, 1897)
- A Koroskó kalandja (The Tragedy of the Korosko, 1898) (megjelent A Koroskó tragédiája címmel is)
- Sir Nigel (1906)

### További regények
- The Narrative of John Smith (1883)
- The Mystery of Cloomber (1889)
- The Firm of Girdlestone (1890)
- The Doings of Raffles Haw (1891)
- The Parasite (1894)
- The Stark Munro Letters (1895)
- Duett (A Duet, with an Occasional Chorus, 1899)
- Rejtelmes világ a tenger alatt (The Maracot Deep,1929)

### Novelláskötetek
- Mysteries and Adventures (1890)
- The Captain of the Polestar and Other Tales (1890)
- The Gully of Bluemansdyke (1893)
- Round the Red Lamp: Being Facts and Fancies of Medical Life (1894)
- The Exploits of Brigadier Gerard (1896)
- The Green Flag and Other Stories of War and Sport (1900)
- The Adventures of Gerard (1903)
- Round the Fire Stories (1908)
- The Last Galley (1911)
- Danger! and Other Stories (1918)
- Three of Them (1923)

### Színpadi munkák
- Jane Annie (1893)
- Foreign Policy (1893)
- The Story of Waterloo (1894)
- Brothers (1899)
- Sherlock Holmes (1899)
- A Duet (1902)
- Brigadier Gerard (1906)
- The Fires of Fate (1909)
- The House of Temperley (1910)
- A Pot of Caviare (1910)
- The Speckled Band (1910)
- The Crown Diamond (1921)
- Angels of Darkness: A Drama in Three Acts

### Költemények
- Songs of Action (1898)
- Songs of the Road (1911)
- The Guards Came Through, and Other Poems (1919)
- The Poems of Arthur Conan Doyle: Collected Edition (1922)

### Non-fiction munkák
- The Great Boer War (1900)
- A dél-afrikai háború. Annak okai és vezetése (The War in South Africa – Its Cause and Conduct, 1902)
- Through the Magic Door (1907)
- The Crime of the Congo (1909)
- The Case of Oscar Slater (1912)
- The German War: Some Sidelights and Reflections (1914)
- A Visit to Three Fronts (1916)
- The British Campaign in France and Flanders (1916-1920)
- Memories and Adventures (1924)
- Dangerous Work: Diary of an Arctic Adventure (2012)

### Spiritiszta és paranormális művek
- The New Revelation (1918)
- The Vital Message (1919)
- Verbatim Report of a Public Debate on 'The Truth of Spiritualism' between Sir Arthur Conan Doyle and Joseph McCabe (1920)
- The Wanderings of a Spiritualist (1921)
- The Coming of the Fairies (1922)
- The Case for Spirit Photography (1922)
- Our American Adventure (1923)
- Our Second American Adventure (1924)
- The Spiritualist's Reader (1924)
- The History of Spiritualism (1926)
- Pheneas Speaks (1927)
- Our African Winter (1929)
- The Edge of the Unknown (1930)

## Magyarul

### 1919-ig

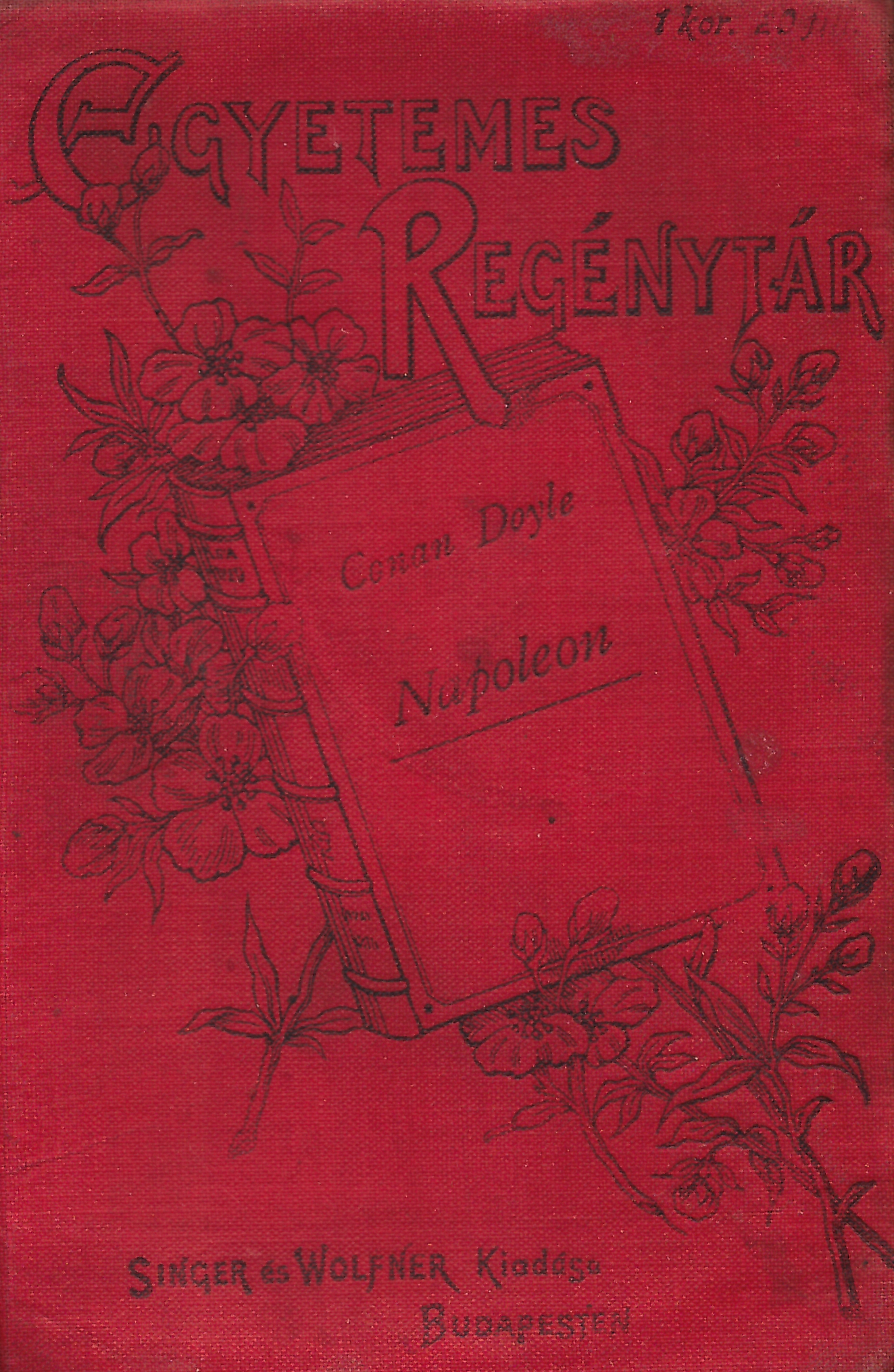
Napóleon. Egy francia nemes följegyzései (Singer-Wolfner Kiadó, Budapest, 1911, Egyetemes regénytár-sorozat)

- A nábob kincse. Regény; ford. Fái J. Béla; Singer-Wolfner, Bp., 1895 (Egyetemes regénytár)
- A fekete bőrönd. Bűnügyi regény; Szabad Szó, Bp., 1896
- Az üldöző. Regény; ford. Fái J. Béla; Singer-Wolfner, Bp., 1897 (Egyetemes regénytár)
- A nagy árnyék; Légrády Testvérek, Bp., 1898 (Legjobb könyvek)
- A Koroskó tragédiája. Regény; Légrády, Bp., 1898
- Bernac nagybácsi. Regény; Légrády Testvérek, Bp., 1900 (Legjobb könyvek)
- Doktor Holmes kalandjai. 8. sor. Sherlock Holmes kalandjai. Detektív történetek, 1–8.; ford. Lándor Tivadar, Tábori Kornél, Adorján Andor, Komor Gyula, F. Fayer Rózsa; Lampel, Bp., 1900–1908 (Magyar könyvtár)
- A Koroskó kalandja. Regény; Budapesti Hírlap, Bp., 1900
- Duett. Regény; ford. Csepreghy Ferencné; Budapesti Hírlap, Bp., 1901
- Doktor Holmes kalandjai. Detektív-történetek. 2. sorozat; ford. Lándor Tivadar; Lampel, Bp., 1901 (Magyar könyvtár)
- A sátán kutyája. Bűnügyi regény; ford. Zigány Árpád; Magyar Hírlap, Bp., 1902
- Kielland Sándor [Alexander L. Kielland]: Nyomorban. Regény / Conan H. Doyle: A mérnök hüvelykujja. Elbeszélés; Magyar Hírlap, Bp., 1902
- A dél-afrikai háború. Annak okai és vezetése; ford. Aliquis; Szilágyi, Bp., 1902
- Dilettáns detektív. A négyek jele. Bűnügyi regény; ford. Tury Gyula; Magyar Kereskedelmi Közlöny, Bp., 1903 (Magyar Kereskedelmi Közlöny könyvtára)
  - (Az Agra kincse; A négyek jele címen is)
- Sherlock Holmes: A fekete bőrönd. Egy gyilkosság története; Révai-Salamon Ny., Bp., 1903
- Sherlock Holmes kalandjai; Magyar Könyvkiadó Társaság, Bp., 1903
- Sherlock Holmes újabb kalandjai; ford. Mikes Lajos; Révai-Salamon Ny., Bp., 1903
- Az utolsó probléma és egyéb bűnügyi elbeszélések; ford. Akantisz Viktor(wd); Vass, Bp., 1903 (Bűnügyi regénytár)
- A ki legyőzte Sherlock Holmes-t és egyéb detektív-történetek; Magyar Könyvkiadó Társaság, Bp., 1903
- Egy veszélyes kirándulás. A Koroskó tragédiája. Regény; ford. Kövér Ilma; Magyar Könyvkiadó Társaság, Bp., 1903
- A véres bosszú. Bűnügyi regény; ford. Túry Gyula; Magyar Kereskedelmi Közlöny, Bp., 1903
- A kings-gylandi rejtély és egyéb detektív történetek; Révai-Salamon Ny., Bp., 1903
- A külvárosban; Magyar Hírlap, Bp., 1903
- A sátán kutyája. Bűnügyi regény, 1–2.; Légrády Testvérek, Bp., 1903 (Legjobb könyvek)
- A kék gyémánt; Légrády Testvérek, Bp., 1904 (Legjobb könyvek)
- Az Agra kincse. Egy Sherlock Holmes-eset; ford. Mikes Lajos; Lampel, Bp., 1904 (Magyar könyvtár)
  - (A dilettáns detektív; A négyek jele címen is)
- Utazás a halál torkába. Regény; ford. Zigány Árpád; Magyar Kereskedelmi Közlöny, Bp., 1904
- A brixtoni rejtély; Légrády, Bp., 1904 (Világirodalom gyöngyei)
- Sherlock Holmes feltámadása és egyéb bűnügyi elbeszélések; ford. Tábori Kornél; Lipinszky Ny., Bp., 1904 (Csendőrségi könyvtár)
- Rodney Stone. Regényes korrajz; Légrády Testvérek, Bp., 1905 (Legjobb könyvek)
- A beryll-fejdísz története / Az eltűnt menyasszony; ford. Kemény Aladár; Vass, Bp., 1905
- A külvárosban. Elbeszélés; Légrády, Bp., 1905 (Világirodalom gyöngyei)
- Sherlock Holmes mint betörő / A kerékpáros kisasszony / A három diák; ford. Milton Oszkár; Vass, Bp., 1905
- Gerard kalandjai; ford. rónaszéki Trux Hugóné; Budapesti Hírlap, Bp., 1905
- Trevelyan doktor betege / A görög tolmács; ford. Milton Oszkár; Vass, Bp., 1905
- Sherlock Holmes megkerül. Az elhagyott ház / A kis lord eltűnése; ford. Milton Oszkár; Vass, Bp., 1905
- A nyomorék / Az utolsó rejtély; ford. Milton Oszkár; Vass, Bp., 1905
- Öt narancsmag / A pettyes szalag; ford. Kemény Aladár; Vass, Bp., 1905
- Egy család réme. Regény / Scherlock Holmes visszatérte / A norfolki gyilkosság; Magyar Kereskedelmi Közlöny, Bp., 1905
- Az arany szemüveg / Az Abbey-Grange-i gyilkosság; ford. Milton Oszkár; Vass, Bp., 1905
- A második folt / A norwoodi építész; ford. Milton Oszkár; Vass, Bp., 1905
- Doktor Holmes kalandjai. Detektív-történetek. Hatodik sorozat; ford. Adorján Andor; Lampel, Bp., 1905 (Magyar könyvtár)
- Sherlock Holmes újabb esetei. Regény; Budapesti Hírlap, Bp., 1905
- A tánczoló emberkék / A czetvadász kalandjai; ford. Milton Oszkár; Vass, Bp., 1905
- Sherlock Holmes megkerül. Az elhagyott ház / A kis lord eltűnése; ford. Milton Oszkár; Vass, Bp., 1905
- A vöröshajuak szövetsége / Gyilkosság a Boscombe-völgyben / A rejtélyes vőlegény; ford. Kemény Aladár; Vass, Bp., 1905
- A ferdeszájú / A Hampshirei mezei lak; ford. Kemény Aladár; Vass, Bp., 1905
- A sárga arcz / A rejtelmes ládika / Nihilisták között; ford. Kemény Aladár; Vass, Bp., 1906
- Furcsa hivatal / A reigatei földesurak / A Musgrave-család kátéja; ford. Kemény Aladár; Vass, Bp., 1906
- A nagyfejedelemség botránya / A kék kárbunkulus; ford. Kemény Aladár; Vass, Bp., 1906
- A mérnök hüvelykujja / Ezüst sugár; ford. Kemény Aladár; Vass, Bp., 1906
- Haramia-fogás / Maloney, a gyilkos / A bibliás ember; ford. Kemény Aladár; Vass, Bp., 1906
- A flotta-szerződés / A Gloria Scott gályarabjai; ford. Milton Oszkár; Vass, Bp., 1906
- A négyek jele. Regény, 1–2.; ford. Kemény Aladár; Vass, Bp., 1906
  - (A dilettáns detektív; Az Agra kincse címen is)
- Sherlock Holmes kalandjai. A zsarolók királya. A hat Napoleon. A táncoló emberek. A visszalopott levél; Légrády Testvérek, Bp., 1906 (Legjobb könyvek)
- Watson: Sherlock Holmes kalandjai. Sherlock Holmes halála és feltámadása; Légrády Testvérek, Bp., 1906 (Legjobb könyvek)
- Szemelvények egy világ-detektív titkos aktáiból, 1–37.; Röttig, Sopron, 1907–1909
- A feltámadt detektív. Scherlock Holmes legújabb bűnesetei; ford. Tábori Kornél; Magyar Kereskedelmi Közlöny, Bp., 1907
- A vöröshajúak szövetsége és egyéb bűnügyi elbeszélések; ford. Akantisz Viktor; Magyar Hírlap, Bp., 1902
- A hat Napoleon / Az elveszett hátvéd; ford. Milton Oszkár; Vass, Bp., 1905
- Tábori Kornél: 'A rejtelmes ifjú. Kalandos elbeszélés az ifjúság számára. Egy öreg tengerész jegyzeteiből /' Conan Doyle: 'Érdekes történetek az ifjúság számára'; átdolg. Tábori Kornél; Magyar Kereskedelmi Közlöny, Bp., 1908 k.
- Conan Doyle elbeszéléseiből; Budapesti Hírlap, Bp., 1908
- A zsidó főpap mellvértje / A hat zsebórás ember / A lakkdoboz titka; Eggenberger, Bp., 1909 (Rejtelmes történetek)
- Rejtelmes történetek; ford. Reich Milton Oszkár; Eggenberger, Bp., 1909 (Külföldi regényírók)
- Sharkey, a kalózkapitány; ford. László Sándor; Győző, Bp., 1909
- Az új katakomba / A csíkos szekrény / Comte de châteu noir; ford. László Sándor; Győző, Bp., 1909
- A brigadéros csínyje / Joice Bimbasi első szereplése / Diplomata-kaland; ford. László Sándor; Győző, Bp., 1909
- A három harcztéri tudósító / A rókák királya / A Slapping Sal; ford. László Sándor; Győző, Bp., 1909
- A los amigosi felsülés / Jackman's Gulch lelkipásztora / John Huxford elveszett emlékezete; ford. Reich Milton Oszkár; Eggenberger, Bp., 1910
- A cloomberi rejtély. Regény; ford. Pantl Kálmán; Tisza, Bp., 1910
- Az elhagyott vitorlás / Thoth isten gyűrűje; ford. Reich Milton Oszkár; Eggenberger, Bp., 1910
- A megrontó szemek / Az archangeli hajós; ford. Reich Milton Oszkár; Eggenberger, Bp., 1910
- Napóleon. Egy francia nemes följegyzései. Regény; ford. Rózsa Géza; Singer-Wolfner, Bp., 1911
- Nagy-Britannia veszedelme. Sziriusz kapitány jegyzeteiből. Elbeszélés; ford. Góth Sándor; Lampel, Bp., 1911–1920 k. (Magyar könyvtár)
- A rejtett világ. Regény; ford. Veres Sándor; Magyar Napilap Ny., Cleveland, 1912 után
- Sherlock Holmes halála és feltámadása; Érdekes Újság, Bp., 1913
- A sátán kutyája, 1–2.; Érdekes Újság, Bp., 1913 (Az Érdekes Újság könyvtára)
- A nagy árnyék; Érdekes Újság, Bp., 1913 (Az Érdekes Újság könyvtára)
- Dilettáns detektív; Érdekes Újság, Bp., 1913 (Az Érdekes Újság könyvtára)
  - (A négyek jele; Az Agra kincse címen is)
- A Korosko tragédiája; Érdekes Újság, Bp., 1913 (Az Érdekes Újság könyvtára)
- A külvárosban; Érdekes Újság, Bp., 1913 (Az Érdekes Újság könyvtára)
- Rodney Stone; Érdekes Újság, Bp., 1913 (Az Érdekes Újság könyvtára)
- A brixtoni rejtély; Érdekes Újság, Bp., 1913 (Az Érdekes Újság könyvtára)
- A brigadéros házassága és egyéb történetek; ford. Benedek Marcell; Lampel, Bp., 1913 (Magyar könyvtár)
- Bernac nagybácsi; Érdekes Újság, Bp., 1913
- Eltűnt világ. Regény; ford. Sárosi Bella, Singer-Wolfner, Bp., 1914 (Egyetemes regénytár)
- Sherlock Holmes kalandjai. Detektív-történetek. 7.; ford. Komor Gyula; Lampel, Bp., 1914 (Magyar könyvtár)
- Nilusi kaland; Singer-Wolfner, Bp., 1916 (Milliók könyve)
- Az üldöző; Singer-Wolfner, Bp., 1916 (Milliók könyve)
- A méregöv; ford. Esty Jánosné; Athenaeum, Bp., 1917 (Modern könyvtár)
  - (Méregövezet címen is)
- Gérard brigadéros; Athenaeum, Bp., 1917 (Olcsó regény)
- A brigadéros kalandjai; Athenaeum, Bp., 1918 (Olcsó regény)
- A pesti ezüst fokos és egyéb történetek; ford. Kisléghi Kálmán; Lampel, Bp., 1918 (Magyar könyvtár)
- Az utolsó jakobinus. Regény; Singer-Wolfner, Bp., 1918 (Milliók könyve)

### 1920–1944
- Kettős, alkalmilag kísérettel; ford. Adorján Sándor; Közművelődési Rt., Bp., 192? (Közművelődési könyvtár)
- Bankrablók; Méhner, Bp., 192?
- Veszedelem. Elbeszélés Angolország ínségéről; ford. Siró György; Athenaeum, Bp., 1920 (Modern könyvtár)
- Egy orvos levelei; ford. Fülöp Zsigmond; Kazinczy, Bp., 1920
- Csurupuri birodalmában. Egy fantasztikus expedíció története. Arthur Conan Doyle Eltünt világ című regényéből a serdültebb ifjúság számára készült kiadás; Singer-Wolfner, Bp., 1921
- A maharadzsa kincse; ford. Zimányi Lőrinc; Detektívregények, Wien, 1921 (Detektívregények)
- Mi a spiritualizmus? Az új kinyilatkoztatás; ford. Révay József; Kultúra, Bp., 1922 (Az okkultizmus könyvei)
- A menekültek. Két világrész meséje; Légrády, Bp., 1922
- A halál küszöbön. Regény; Tolnai, Bp., 1924 (Tolnai regénytára)
- A beteg Sherlock Holmes; ford Lengyel Miklósné; Dante, Bp., 1924
- A véres bosszú. Bűnügyi regény; Tolnai, Bp., 1924 (Tolnai regénytára)
- A sátán kutyája. Regény; Tolnai, Bp., 1924 (Tolnai regénytára)
- Sherlock Holmes detektív kalandjai. Ártatlanul halálra ítélve; s. n., Bp., 1925
- Sherlock Holmes detektív kalandjai. Az utolsó bőrönd titka; s. n., Bp., 1925
- Tűz körüli történetek; ford. Málnásy Tivadar; Minerva, Cluj-Kolozsvár, 1925 (A magyar ifjúság könyvtára)
- A tilfordi híd kakasa. Regény; Légrády, Bp., 1925 (Külföldi írók regénytára B. sorozat)
- A köd országa. Regény; ford. Schmidt József; Pantheon, Bp., 1926 (A regény mesterei)
- Sherlock Holmes kalandjai; ford. Lándor Tivadar, Komor Gyula; Lampel, Bp., 1926
- A rettegés völgye. Regény; ford. Evva Margit; Légrády, Bp., 1927
- A fehér csapat, I-II.; ford. Früchtl Ede; Légrády Testvérek, Bp., 1928 (Pesti Hírlap könyvek 18-19.)
- A Beryll-Fejék története / A hampshirei nyaraló. Detektív-történetek; ford. Adorján Andor; Lampel, Bp., 1929 (Magyar könyvtár)
- A Korosko tragédiája; Légrády Testvérek, Bp., 1933 (Pesti Hírlap könyvek, 273.)
- Challenger tanár világa; ford. Sárossy Bella, Esty Jánosné; Forrás Ny., Bp., 1944
- Gérard brigadéros; átdolg. Vígh István; Forrás Ny., Bp., 1944

### 1945–1990
- Rejtelmes világ a tenger alatt; ford. Szabó Lőrinc; Antiqua Ny., Bp., 1947 (Fehér-holló könyvek)
- Sherlock Holmes két kalandja / A kék karbunkulus / A ferdeajkú férfi esete; ford. Bácski Anna; Stiinta si Tehnica, Bucuresti, 1957 (Tudományos-fantasztikus elbeszélések)
- A sátán kutyája. Regény; ford. Árkos Antal; Móra, Bp., 1966 (Delfin könyvek)
- Sherlock Holmes emlékiratai. Bűnügyi elbeszélések; ford. Katona Tamás; Európa, Bp., 1974
- Sherlock Holmes visszatér; ford. Boronkay Zsuzsa, Nikowitz Oszkár, Takácsy Gizella; ILK, Bp., 1988
- Méregövezet; ford. Tótfalusi István; Európa, Bp., 1989
  - (Méregöv címen is)
- A dilettáns detektív; ford. Mikes Lajos; Kolonel, Bp., 1990 (Mesterdetektív kiskönyvtár; Sherlock Holmes, a detektívkirály esetei)
  - (A négyek jele; Az Agra kincse címen is)
- Mystery, humour, adventure / Sir Arthur Conan Doyle: That little square box. Az a kis négyszögletes doboz / Gilbert Keith Chesterton: The blast of the book. A könyv átka; átdolg G. K. Magidson-Stepanova, ford. Molnár Sándor; kétnyelvű kiadás kezdőknek; Bagolyvár, Bp., 1990 (Balance könyvek)
- Sherlock Holmes. Félelem völgye és más elbeszélések; ford. Nikowitz Oszkár, Takácsy Gizella, Tiborszky Péter; Origo, Bp., 1990

### 1991–
- Sherlock Holmes történetei; Hunga-print, Bp., 1994–1999 (Hunga könyvek)
  - 1. A brixtoni rejtély; 1994
  - 2. Az ördögláb; ford. Lengyel Miklósné; 1994
  - 3. Az arany szemüveg; ford. Benedek Mária, Reich Milton Oszkár; 1994
  - 4. A berill fejék; ford. Adorján Andor; 1994
  - 5. Az Agra kincse; ford. Mikes Lajos; 1994
  - 6. A görög tolmács; ford. Katona Tamás; 1995
  - 7. A sárga arc; ford. Katona Tamás; 1995
  - 8. A sátán kutyája; ford. Árkos Antal; 1997
  - 9. A sussexi vámpír; ford. Ádám Szilvia; 1999
- Black Peter / Fekete Péter. Angol kisokos. Kétnyelvű; ford. Balázs István; Animus, Bp., 1995
- Az elveszett világ; ford. Szentmiklósi Tamás; Ciceró, Bp., 1996
- Sir Arthur Conan Doyle összes Sherlock Holmes története, 1–2.; összeáll., szerk. Hunyadi Csaba; Szukits, Szeged, 1994–1999
- A sátán kutyája; ford. Szalay Tamás; Teuro, Bp., 2002 (Irodalmi szalon)
- A cloomberi rejtély; ford. Pantl Kálmán; Sensus, Bp., 2002
- Sherlock Holmes kalandjai; ford. Cserna György; Teuro, Bp., 2002 (Irodalmi szalon)
- Sherlock Holmes különleges esetei; ford. Cserna György; Opus, Pécs, 2004 (Irodalmi szalon)
- A bíborvörös dolgozószoba. Regény; ford. Tury Gyula; Sensus, Bp., 2004 (Sherlock Holmes kalandjai)
- Sherlock Holmes nyomoz / A sátán kutyája / Sherlock Holmes emlékiratai; ford. Bokor Pál, Katona Tamás; Alexandra, Pécs, 2005 (A krimi gyöngyszemei)
- A sátán kutyája; ford. Rakovszky Zsuzsa; Könyvmolyképző, Szeged, 2005 (Jonatán könyvmolyképző)
- Sherlock Holmes kalandjai; átdolg. Kathy Wilmore, ford. Bocz András; Alexandra, Pécs, 2005 (Illusztrált klasszikusok kincsestára)
- Válogatott misztikus elbeszélések, 1-2.; ford. Tandori Dezső; Eri, Bp., 2006
  - 1. A gázember
  - 2. Múmiák meg médiumok
- Sherlock Holmes és a sussexi vámpír. A mesterdetektív rejtélyes esetei; vál., ford. Cserna György; Opus, Pécs, 2006 (Irodalmi szalon)
- Sherlock Holmes történetei, 1–4.; ford. Szolga Emese; Lingvaport Fordítóiroda, Szeged, 2006–2008 (Bilingvaport könyvespolc)
  - 1. Botrány Csehországban / A Vörös Liga / Az elmaradt esküvő; 2006
  - 2. A Boscombe-völgyi rejtély / Az öt narancsmag / A ferdeszájú; 2006
  - 3. A kék karbunkulus / A pettyes pánt / A mérnök hüvelykujja; 2007
  - 4. A pórul járt vőlegény / A berillköves fejék / A Vérbükkös birtok; 2008
- A köd birodalma. Regény és elbeszélések; Mohácsi Enikő, Antoni Rita; Lazi, Szeged, 2007
- Az elveszett világ és más elbeszélések; vál., ford. Cserna György; Opus, Pécs, 2007 (Irodalmi szalon)
- A haldokló detektív; ford. Boronkay Zsuzsa et al.; Arión, Bp., 2007 (Sherlock Holmes történetek)
- A Vérbükkös tanya; ford. Ádám Szilvia et al.; Arión, Bp., 2008 (Sherlock Holmes történetek)
- Sherlock Holmes kalandjai; átdolg. Chris Sasaki, ford. Csonka Ágnes; Alexandra, Pécs, 2010 (Klasszikusok könnyedén)
- Gerard brigadéros kalandjai; ford. Németh Zoltán, Varga István; Fapadoskonyv.hu, Bp., 2011
- Sherlock Holmes – tanulmány vérvörösben; ford., átdolg. Greskovits Endre; Helikon, Bp., 2015 (Helikon zsebkönyvek)
  - (A bíborvörös dolgozószoba, A brixtoni eset, A brixtoni rejtély címen is)
- Sherlock Holmes kalandjai. 4. szint; átdolg. María Asensio, ford. Pataki Andrea; Napraforgó, Bp., 2015 (Olvass velünk!)
- A négyek jele; ford. Szalai Judit; az előszót írta Martin Freeman; Szukits, Szeged, 2016
  - (A dilettáns detektív; Az Agra kincse címen is)
- Sherlock Holmes. Két novella angolul és magyarul nyelvtanulóknak. A reigate-i urak. Az Apátság major / Sherlock Holmes. Two short stories in English and Hungarian for language learners; ford. Szabó Mihály István; Tinta, Bp., 2016
- Tanulmány vörösben; ford. Szalai Judit, előszó Steevn Moffat; Szukits, Szeged, 2016
- A Fehér Sereg; ford. Sárpátki Ádám; Delta Vision, Bp., 2017 (Mesterművek. Történelmi)
- A rémálom szobája és más rejtelmes történetek; ford., jegyz. Kiss Sándor; Attraktor, Máriabesnyő, 2017
- The adventures of Sherlock Holmes. The Read-Headed League / Sherlock Holmes kalandjai. A Vörös Hajúak Ligája; ford. Bánki Veronika; Kossuth, Bp., 2017 (Angol-magyar kétnyelvű klasszikusok)
- Sherlock Holmes visszatér; ford. Boronkay Zsuzsanna et al.; Szukits, Szeged, 2017
- A fekete doktor és újabb rejtelmes történetek; ford., jegyz. Kiss Sándor; Attraktor, Máriabesnyő, 2018
- Kisvárosi lidércnyomás és egyéb rejtelmes történetek; ford., jegyz. Kiss Sándor; Attraktor, Máriabesnyő, 2018
- Sherlock Holmes. Az utolsó meghajlás; ford. Ferencz Anna, Takácsy Gizella; Szukits, Szeged, 2018
- Sir Nigel; ford. Sárpátki Ádám, Rigó József Karsa; Delta Vision, Bp., 2019 (Mesterművek. Történelmi)
- A sötét arc ura és a tenger alatti elveszett világ; ford., utószó Kiss Sándor; Attraktor, Máriabesnyő, 2019
- A magányos kunyhó és további rejtelmes történetek; szerk., ford. Kiss Sándor; Attraktor, Máriabesnyő, 2020
- A brazil macska és különféle rejtelmes történetek; szerk., ford. Kiss Sándor; Attraktor, Máriabesnyő, 2021

## Fordítás
- Ez a szócikk részben vagy egészben  az   Arthur Conan Doyle bibliography című angol Wikipédia-szócikk ezen változatának fordításán alapul.  Az eredeti cikk szerkesztőit annak laptörténete sorolja fel. Ez a jelzés csupán a megfogalmazás eredetét és a szerzői jogokat jelzi, nem szolgál a cikkben szereplő információk forrásmegjelöléseként.

### Magyarul
- Thomas A. Sebeok–Jean Umiker-Sebeokː Ismeri a módszeremet? avagy A mesterdetektív logikája; ford. Szili József; Gondolat, Bp., 1990
- Benyovszky Krisztián: A Morgue utcától a Baker Streetig – és tovább; Kalligram–Kalligram Polgári Társulás, Pozsony–Dunaszerdahely, 2016
- Arthur Conan Doyle művei a Magyar Elektronikus Könyvtárban

### Angol nyelven
- Arthur Conan Doyle művei angolul a Gutenberg honlapján
- Sir Arthur Conan Doyle – His Life, All His Works and more
- The Chronicles of Sir Arthur Conan Doyle – Site includes articles, quotes, games and little-known facts